# Ciglenica (Popovača)
Ciglenica je selo u gradu Popovača, ranije u općini Kutina,  Hrvatska.

## Stanovništvo
Prema popisu stanovništva iz 2001. godine, Ciglenica ima 165 stanovnika.
U Ciglenicu se početkom 20. stoljeća naselilo nekoliko talijanskih obitelji, pa Talijani i danas čine oko polovicu stanovništva.
| broj stanovnika |       |       |       |       |       |       |       | 213   | 118   | 217   | 192   | 238   | 168   | 142   | 165   | 134   | 101   |
|                 | 1857. | 1869. | 1880. | 1890. | 1900. | 1910. | 1921. | 1931. | 1948. | 1953. | 1961. | 1971. | 1981. | 1991. | 2001. | 2011. | 2021. |

### Nacionalni sastav
Od 1981. godine, Ciglenica je posebno naseljeno mjesto. Do tada je bila dio naseljenog mjesta Mikleuška.
| godina popisa | ukupno | Talijani    | Hrvati      | Srbi      | Jugoslaveni | ostali    |
| ------------- | ------ | ----------- | ----------- | --------- | ----------- | --------- |
| 1991.         | 142    | 69 (48,59%) | 62 (43,66%) | 3 (2,11%) | 4 (2,81%)   | 4 (2,81%) |
| 1981.         | 168    | 67 (39,88%) | 60 (35,71%) | 8 (4,76%) | 29 (17,26%) | 4 (2,38%) |

## Šport
- Športski kuglački klub Ciglenica